# Leptodontium neesii
Leptodontium neesii är en bladmossart som först beskrevs av Mitten, och fick sitt nu gällande namn av Brotherus 1902. Leptodontium neesii ingår i släktet groddmossor, och familjen Pottiaceae. Inga underarter finns listade i Catalogue of Life.